# Палецкий, Дмитрий Фёдорович Щереда
Князь Дмитрий Фёдорович Палецкий по прозванию Щереда (ум. 1561) — голова, воевода, наместник, дворецкий и боярин на службе московского князя Василия III и царя Ивана IV Грозного.
Рюрикович в XVII колене, из рода удельных князей Палецких, младший сын Фёдора Ивановича Большего и внук основателя рода Ивана Давыдовича Палицы. Отец Ульяны, жены князя Юрия Углицкого. Имел старшего брата, окольничего и князя Ивана Фёдоровича.

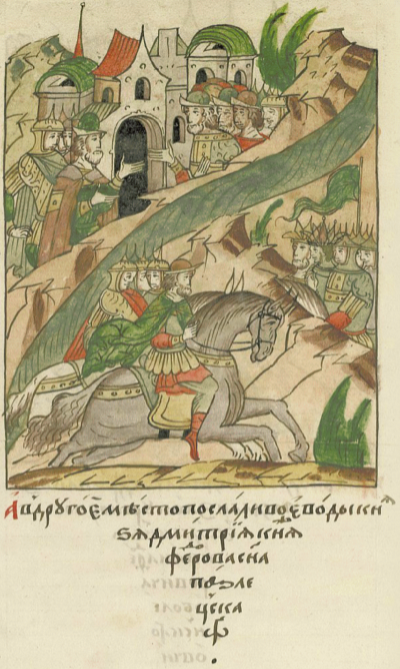
Дмитрий Фёдорович Палецкий Щереда в походе на Ислам Герая

## Служба при Василии III
Службу начинал ещё при Иване III, но значимые должности достиг только при Василии III.
В 1507 году был третьим воеводой в Белеве. В 1511 году второй воевода Передового полка в Туле. В 1526 году третий воевода в Калуге.
В 1527 году прибыл из Мещовска (Мезецка) в Одоев вторым воеводой на помощь И. М. Воротынскому против крымских татар. В августе 1528 года третий воевода в Калуге. В 1531 году сперва голова в Кашире, а по отступлении татар от Белёва третий воевода Передового полка в Туле, в июле сперва второй воевода войск левой руки, а потом второй воевода сторожевого полка в Одоеве против крымских татар, по вестям из Путивля от князя Бориса Ивановича Горбатого-Шуйского. В январе 1532 года пятый голова у бояр и воевод в Кашире, а в феврале послан третьим воеводой передового полка под началом князя И. М. Воротынского в Тулу, потом второй воевода «лёгких войск» на Западной Двине, в августе послан береговым воеводой на Оку.
В 1533 году «большой» воевода в Коломне, ходил на Оку против крымского царевича Ислам Гирея и изгнанного из Казани Сафа Гирея, разбил татар около Зарайска, потом воевода «лёгких войск» в Коломне, откуда велено ему ехать в Москву и по роспуске больших воевод послан в Тулу третьим воеводой. В ноябре том же года сопровождал больного Василия III на поклонение в Иосифо-Волоцкий монастырь, где водил его под руку в монастырскую церковь и сопровождал больного великого князя в столицу на возвратном пути. По приезде в Москву послан воеводой против пришедших в московские земли татар, коих во многих боях разбил и вынудил их отступить из пределов страны. По возвращении назначен наместником в Великих Луках.

## Служба при Иване Грозном
В октябре 1535 года ходил вторым воеводой Передового полка из Новгорода и Пскова на Литву, в окрестности Полоцка и Витебска и далее, завоевал Опочку, Осиновец, Сенну и Латыгошев, после соединения с шедшими от Москвы войсками, воевал до Вильны и на обратном пути повоевали Полоцкие места, подошли к границе с Лифляндией, где разорили многие приграничные земли. В марта 1536 года вышли из Опочки со многими пленными и военными трофеями. В этом же году вновь упомянут вторым наместником «за городом» в Великих Луках. В апреле 1537 года при заключении перемирия с Литвой вместе с боярином В. Г. Поплевиным- Морозовым и дьяком Д. Г. Загряжским в чине второго посла отвозил королю Сигизмунду перемирную грамоту, для того, чтобы придать ему необходимый статус, ему специально дали титул новгородского дворецкого. В августе того же года посольство возвратилось в Москву. В сентябре 1537 года второй воевода конной рати в полку правой руки в походе к Казани, и в том же году третий воевода Большого полка на берегу Осётра, получил титул дворецкого Дмитровского. В 1541 году был заодно с Иваном и Василием Шуйскими против Ивана Бельского и митрополита Даниила, но защитил митрополита от расправы толпы боярских детей.
В июне 1542 году третий воевода большого полка в Коломне. В марте 1545 года третий воевода седьмого Большого полка в Казанском походе.
В 1546 году на него и на князя И. И. Кубенского наложена опала «за их неправду», но по ходатайству митрополита его простили. В том же году вместе с князем Д. Ф. Бельским участвовал вторым воеводой в утверждении на Казанском престоле Шах-Али, откуда возвратился в июле. В июле 1547 года был вместе с государем в походе в Коломну. В конце 1547 года выдал дочь Ульяну замуж за брата царя Юрия и получил чин боярина. В декабре 1547 года вместе с царём ходил вторым воеводой полка левой руки во Владимир и Нижний Новгород, откуда отправлен с ханом под Казань вторым воеводой большого полка.
В апреле 1549 года был третьим воеводой двенадцатого Большого полка в шведском походе, а на время Казанского похода оставлен с князем Владимиром Андреевичем Старицким для обороны Москвы. В январе 1550 года участвовал в царском походе из Нижнего Новгорода на Казань, стоял с войском на Царском лугу у Кобан озера. В июле в — царском походе к Коломне против татар. В сентябре участвовал на свадьбе Владимира Андреевича и Евдокии Нагой, где сидел за большим государевым столом.
В сентябре 1551 года третий воевода первого Большого полка в походе к Полоцку, а после ездил в Казань к Шах-Али с подарками к нему, царице и князьям и велено ему требовать освобождения всех русских пленников. Вскоре после его прибытия был прислан гонец о том, что многие князья готовили заговор и хотели убить и посла и царя на пиру, но были убиты сами.
В 1552 году в походе с Государём под Казань, принимал активное участие во взятии Казани. В августе вместе с А. Ф. Адашевым ставил туры с Арской стороны по реке Казанка напротив Кобанских, Избойлевых, Крымских и Елбугиных ворот. В октябре послан Иваном Грозным с повелением привести пленного хана Ядыгар-Мухаммеда и представить его Государю.
В 1553 году во время болезни Ивана Грозного вёл себя двусмысленно. Один из первых присягнул царевичу Дмитрию. Затем предлагал содействие Владимиру Андреевичу Старицкому, трижды ходил к матери Владимира — Ефросиньи, чтобы она приложила княжескую печать к клятвенной грамоте сына. В ноябре участвует в свадьбе Симеона Касаевича и Кутузовой-Клеопиной, ходил перед этим государём и сидел первым в кривом государевом столе на окольничем месте. В этом же году упомянут участником похода против крымцев вторгшихся в пределы государства.
В 1555 году наместник новгородский, откуда уведомлял Государя о сборе шведских войск в Выборге для нападения. По царскому распоряжению ходил первым воеводой в Орешек и не доходя до города стоял с войском на московской стороне реки Невы, опустошал окрестности Выборга. В 1556 году второй воевода Большого полка, с царевичем Кайбулой опустошал Лифляндию и снова подступил к Выборгу, когда шведский король отказался казнить виновников войны, разбил в бою шведов под городом. В 1557 году был с царем в походе против крымских татар, потом второй воевода Большого полка, охранял от крымцев Калугу, откуда в июле ходил с Государём третьим воеводой по «вишневецким вестям». В 1559—1560 годах второй воевода в Казани, а на случай осады велено быть первым воеводой в остроге. В апреле 1561 году ходил в Ливонские земли и в том же году умер.

## Семья
От брака с неизвестной имел детей:
- Князь Палецкий Семён Дмитриевич — голова и воевода.
- Князь Палецкий Василий Дмитриевич — воевода.
- Князь Палецкий Фёдор Дмитриевич (ум. 1564) — погиб в полоцком походе в январе 1564 года.
- Князь Палецкий Андрей Дмитриевич (ум. 1579) — воевода.
- Князь Борис Дмитриевич — воевода.
- Княжна Палецкая Иулиания Дмитриевна — жена (с 03 ноября 1548) Юрия Васильевича, родного брата царя Ивана Грозного, постриглась под именем Александры в Новодевичьем монастыре (30 апреля 1564).
- Княжна Палецкая № Дмитриевна — жена окольничего Василия Петровича Бороздина (по А. Б. Лобанову-Ростовскому).

## Критика
в Русской родословной книге А. Б. Лобанов-Ростовский относит княжну Палецкую № Дмитриевну (Фёдоровну), вышедшую замуж за окольничего В. П. Бороздина — дочерью князя Дмитрия Фёдоровича Щереды, а в Российской родословной книге П. В. Долгорукова она показана дочерью князя Фёдора Палецкого. В Русском биографическом словаре А. А. Половцева она показана дочерью Фёдора Ивановича Палецкого-Большого и тёткой Иулианны Дмитриевны.
В источнике «Памятники истории русского служилого сословия», современные историки, вероятно по ошибке, отнесли имя князя Дмитрия Палецкого погибшего в 1445 году в бою под Суздалем, к князю Дмитрию Фёдоровичу Щереде, умершему в 1561 году.